# 武井大助
武井 大助（たけい だいすけ、1887年（明治20年）4月25日 - 1972年（昭和47年）3月30日）は、日本の海軍軍人、実業家。最終階級は海軍主計中将。昭和産業・安田銀行・文化放送の社長を務めた。1940年勲一等旭日大綬章受章。

## 生涯
現在の茨城県土浦市田村町で、武井松太郎の三男として生まれる。旧制土浦中学校（茨城県立土浦第一高等学校の前身）卒業後、明治37年（1904年）7月、東京高等商業学校予科（一橋大学の前身）に入学し、翌月、海軍主計学生となる。一橋では福田徳三に師事し千駄ヶ谷の福田邸での読書会にも参加した。しかし、緒方竹虎らとともに申酉事件のリーダーとしての責任をとり専攻部へは進まず、明治42年（1909年）に本科卒業後、海軍少主計に任官し海軍経理学校乙種で学ぶ。以後、海軍の主計科士官として活躍する。
大正6年（1917年）4月から大正8年（1919年）8月までアメリカ合衆国駐在としてコロンビア大学政治科に留学し、卒業。以後、海軍省経理局員、ワシントン会議随員、経理学校幹事、技術研究所会計課長、経理学校教頭、艦政本部総務部第2課長、佐世保鎮守府経理部長、横須賀鎮守府経理部長などを歴任し、昭和12年（1937年）12月、海軍主計中将に昇進した。昭和13年（1938年）5月、主計科士官としては最高の地位である海軍省経理局長となり、昭和15年（1940年）勲一等旭日大綬章受章。軍令部出仕を経て、昭和19年（1944年）4月、予備役に編入され、のちに昭和産業社長となる。
昭和19年（1944年）4月から昭和22年（1947年）5月まで安田保善社常務理事を務め、安田銀行社長等も兼務して財閥解体等に取り組んだが、公職追放となる。昭和27年（1952年）2月、公職追放解除となり、以後、戦後の経済界でも活躍し、昭和29年（1954年）から文化放送社長、昭和44年（1969年）からDIA協会会長、水交会顧問などを務めた。1965年、歌会始の召人を務めた。

## 申酉事件
東京高等商業学校の専攻部廃止の文部省令に対し全校生徒・同窓会が抗議、学生総退学した申酉事件の中心人物であり、一橋大学の同窓会館である如水会館の14階の記念室に掲額されている「申酉事件」の時の「悲風惨憺天日曇る・・・」で始まる『校を去るの辭』の檄文を起草した。

## 逸話
- 「戴剣歌人」と呼ばれるほど和歌の道にも通じ、宮中歌会始の召人を務めたこともある。
- 1911年（明治44年）に鞍馬で渡英し、日本人で初めてアダム・スミスの足跡を辿り、墓からその出生地まで訪ねた人物である。その際、グラスゴー大学教授の紹介で日本語版『国富論』をスミスの故郷カーコーディ市に寄贈している。

## 履歴
- 旧制土浦中学校卒業
- 東京高等商業学校卒業
- 海軍経理学校卒業
- 海軍大学校教官
- 横須賀鎮守府主計長
- 海軍経理学校教頭
- 海軍省経理局長
- 大日本帝国海軍主計中将
- 安田銀行（旧富士銀行、現在のみずほ銀行）社長
- 文化放送第三代社長
- 勲一等旭日大綬章受章

## 栄典
- 1937年（昭和12年）12月15日 - 従四位[1]
- 1942年（昭和17年）12月28日 - 正四位

## 著書
- 『大東亜戦前後 歌集』紘文社, 1943
- 『山本元帥遺詠解説』畝傍書房, 1943